# Berry Hill (James-Ross-Insel)
Der Berry Hill ist ein 370 m hoher Hügel auf der westantarktischen James-Ross-Insel. Er ragt zwischen den Lachman Crags und Kap Lachman auf. Der Hügel ist markant durch vulkanische Felsvorsprünge und durch wahrscheinlich pliozäne Gletschertröge.
Das UK Antarctic Place-Names Committee benannte ihn 1987 nach Alfred Thomas Berry (1896–1978), von 1929 bis 1939 Besatzungsmitglied der RRS Discovery II bei den britischen Discovery Investigations und Lagerverwalter bei der Operation Tabarin in Port Lockroy (1943–1944) und in der Hope Bay (1944–1945).